# 75. ročník udílení Zlatých glóbů
75. ročník udílení Zlatých glóbů se konal 7. ledna 2018 v hotelu Beverly Hilton v Beverly Hills, Los Angeles. Galavečer moderoval Seth Meyers. Hollywoodská asociace zahraničních novinářů vyhlásila nominace 11. prosince 2017.
Film Tvář vody získal nejvíce nominací a to 7, zatímco Tři billboardy kousek za Ebbingem a Sedmilhářky se staly projekty s nejvíce výhrami, oba shodně získaly 4 ceny.
Gary Oldman získal poprvé cenu Zlatý glóbus za svojí čtyřicetiletou kariéru.
Na podporu #metoo projektu skoro celé publikum mělo na sobě černou barvu. Většina proslovů vítězů se nesla okolo problému, včetně řeči Oprah Winfrey.

## Vítězové a nominovaní

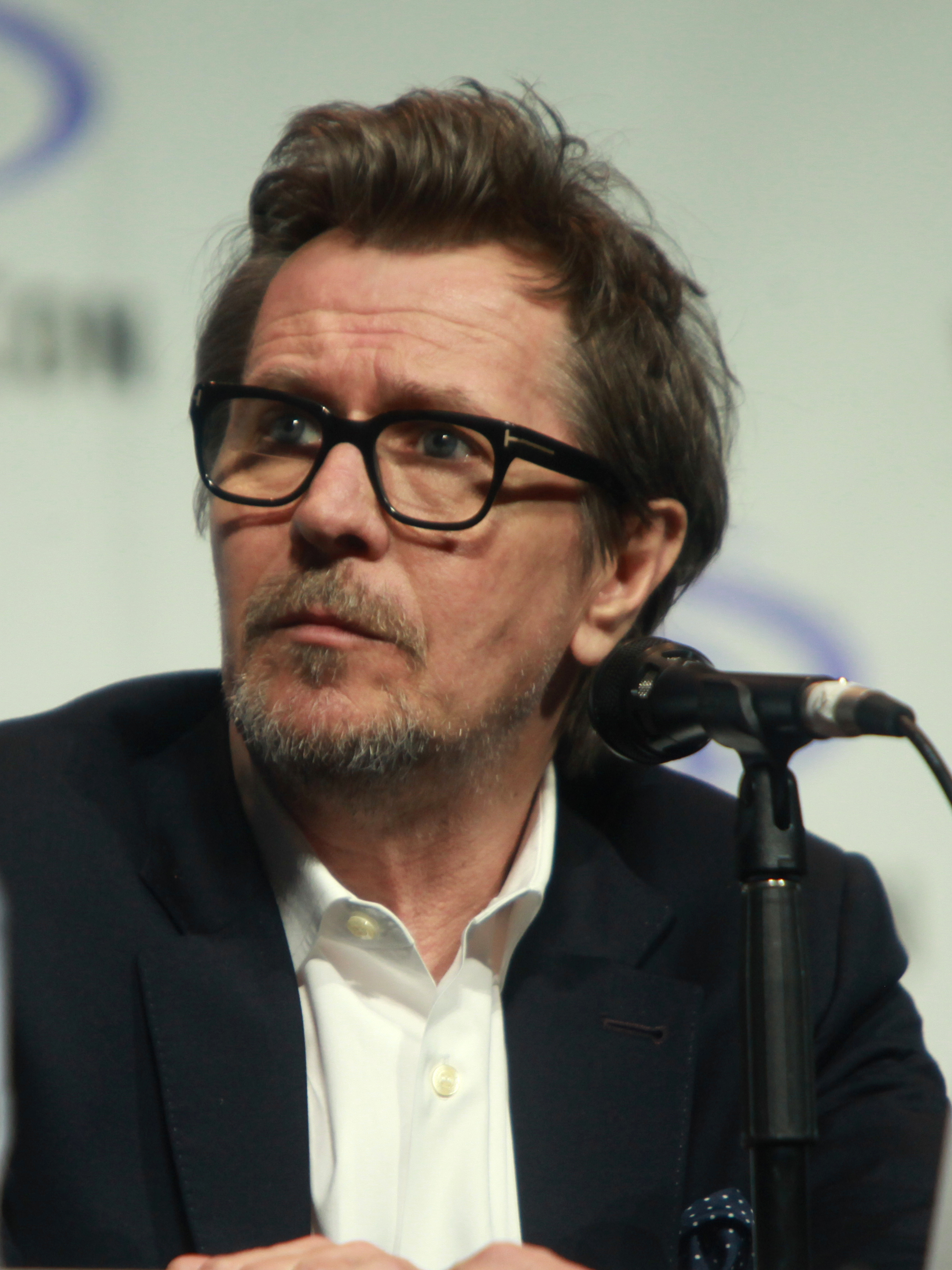
Gary Oldman vítěz v kategorii nejlepší filmový mužský herecký výkon (drama)

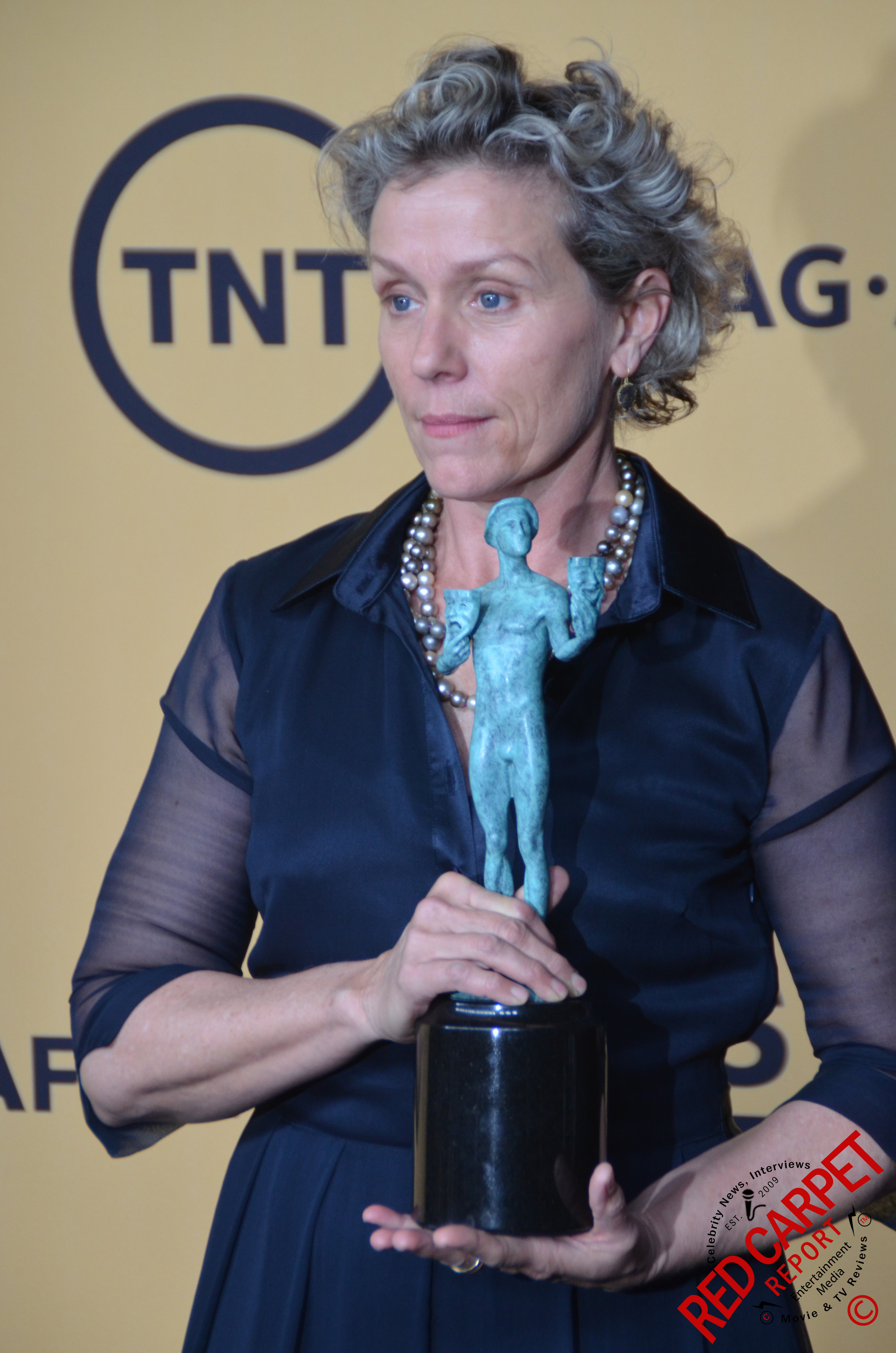
Frances McDormandová vítězka v kategorii nejlepší filmový ženský herecký výkon v hlavní roli – drama

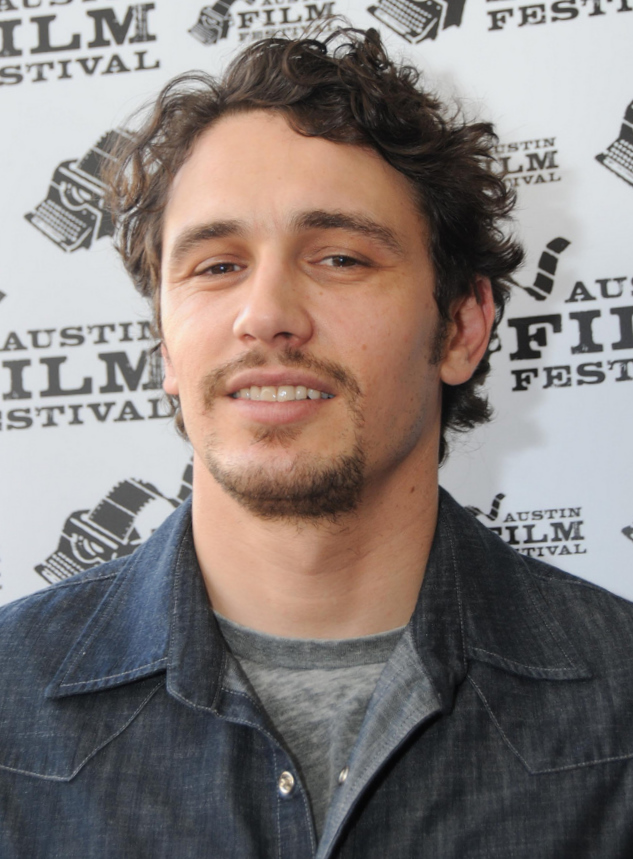
James Franco vítěz v kategorii nejlepší filmový mužský herecký výkon v hlavní roli – komedie nebo muzikál

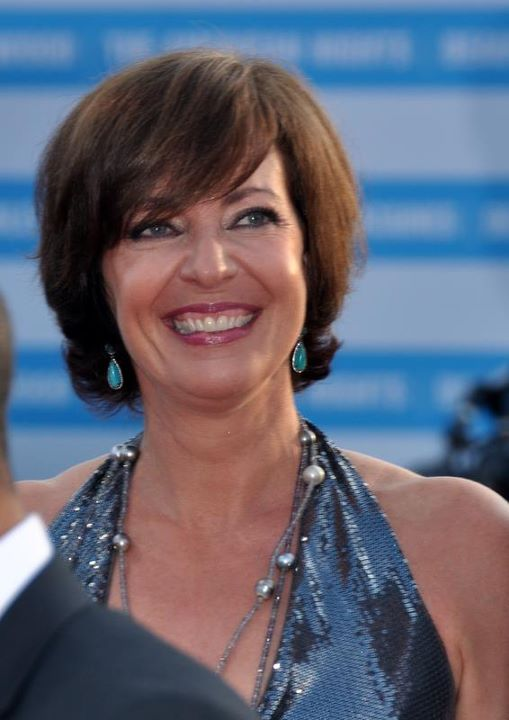
Allison Janney vítězka v kategorii nejlepší filmový ženský herecký výkon v hlavní roli – muzikál nebo komedie

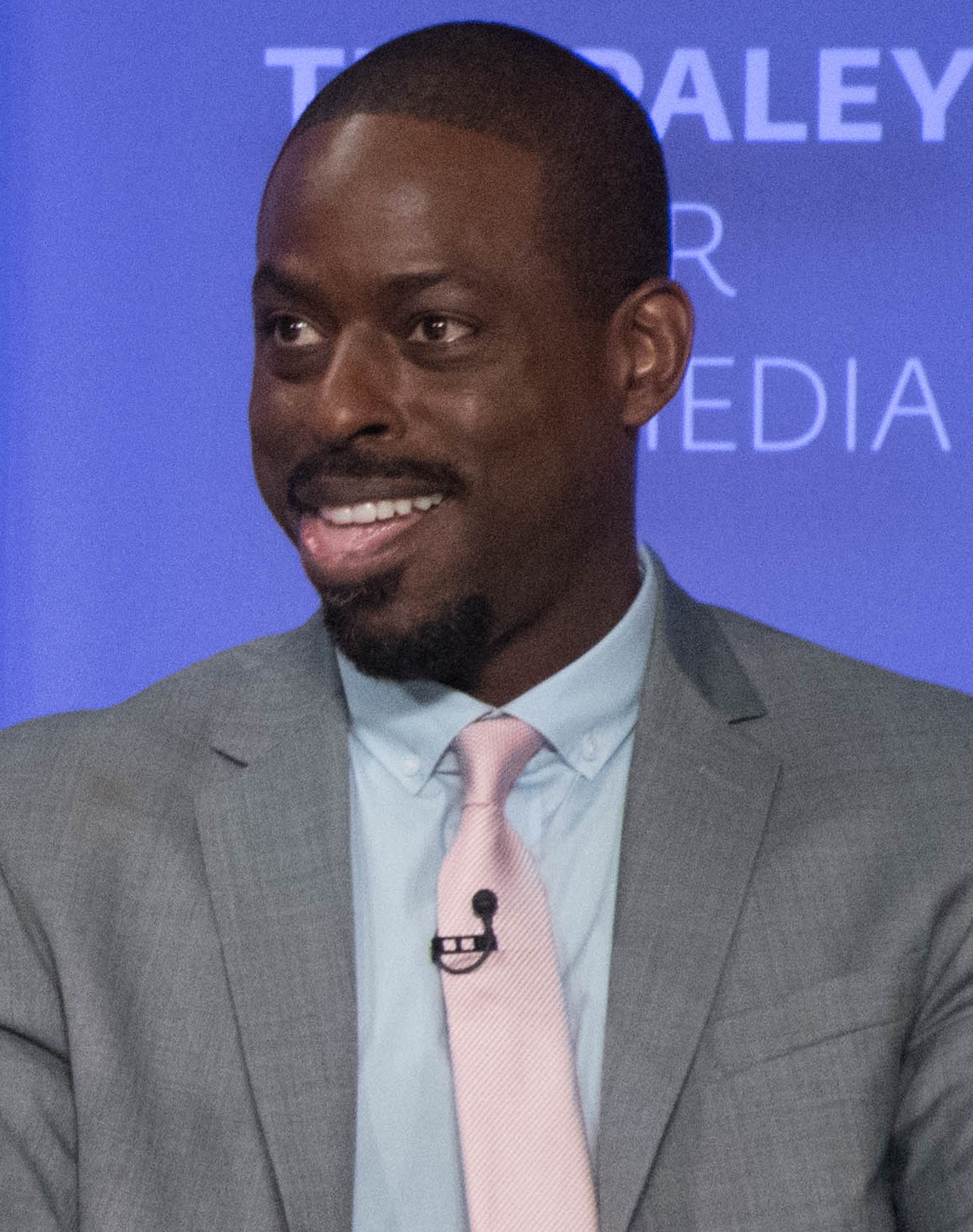
Sterling K. Brown vítěz v kategorii nejlepší seriálový mužský herecký výkon v hlavní roli – drama

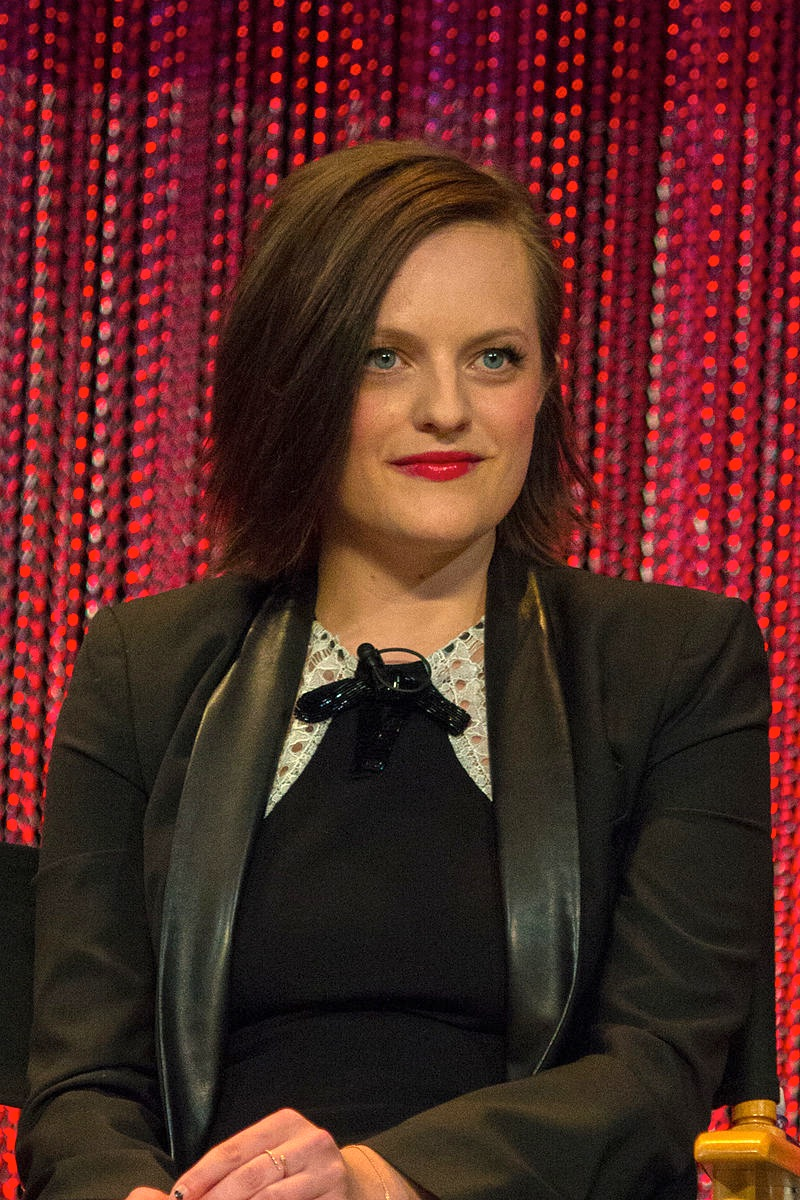
Elisabeth Mossová vítězka v kategorii nejlepší seriálový ženský herecký výkon v hlavní roli – drama

Vítězové jsou označeni tučně.

### Film
| Nejlepší film (drama) | Nejlepší film (muzikál nebo komedie) |
| --- | --- |
| - Tři billboardy kousek za Ebbingem - Dej mi své jméno - Dunkerk - Akta Pentagon: Skrytá válka - Tvář vody                                                                                                  | - Lady Bird - The Disaster Artist - Uteč - Největší showman - Já, Tonya |
| Nejlepší herec (drama) | Nejlepší (herečka drama) |
| - Gary Oldman – Nejtemnější hodina - Timothée Chalamet – Dej mi své jméno - Daniel Day-Lewis – Nit z přízraků - Tom Hanks – Akta Pentagon: Skrytá válka - Denzel Washington – Roman J. Israel, Esq.         | - Frances McDormandová – Tři billboardy kousek za Ebbingem - Jessica Chastainová – Velká hra - Sally Hawkins – Tvář vody - Meryl Streep – Akta Pentagon: Skrytá válka - Michelle Williamsová – Všechny prachy světa   |
| Nejlepší herec (muzikál nebo komedie) | Nejlepší herečka (muzikál nebo komedie) |
| - James Franco – The Disaster Artist: Úžasný propadák - Steve Carell – Souboj pohlaví - Ansel Elgort – Baby Driver - Hugh Jackman – Největší showman - Daniel Kaluuya – Uteč                                | - Saoirse Ronan – Lady Bird - Judi Dench – Victoria a Abdul - Helen Mirren – Krásný únik - Margot Robbie – Já, Tonya - Emma Stoneová – Souboj pohlaví                                                                 |
| Nejlepší herec ve vedlejší roli | Nejlepší herečka ve vedlejší roli |
| - Sam Rockwell – Tři billboardy kousek za Ebbingem - Willem Dafoe – The Florida Project - Armie Hammer – Dej mi své jméno - Richard Jenkins – Tvář vody - Christopher Plummer – Všechny prachy světa        | - Allison Janney – Já, Tonya - Mary J. Blige – Mudbound - Hong Chau – Zmenšování - Laurie Metcalf – Lady Bird - Octavia Spencer – Tvář vody                                                                           |
| Nejlepší režisér | Nejlepší scénář |
| - Guillermo del Toro – Tvář vody - Martin McDonagh – Tři billboardy kousek za Ebbingem - Christopher Nolan – Dunkerk - Ridley Scott – Všechny prachy světa - Steven Spielberg – Akta Pentagon: Skrytá válka | - Martin McDonagh – Tři billboardy kousek za Ebbingem - Guillermo del Toro a Vanessa Taylor –Tvář vody - Greta Gerwig – Lady Bird - Liz Hannah a Josh Singer – Akta Pentagon: Skrytá válka - Aaron Sorkin – Velká hra |
| Nejlepší skladatel | Nejlepší původní píseň |
| - Alexandre Desplat – Tvář vody - Carter Burwell – Tři billboardy kousek za Ebbingem - Jonny Greenwood – Nit z přízraků - John Williams – Akta Pentagon: Skrytá válka - Hans Zimmer – Dunkerk               | - „This Is Me“ – Největší showman - „Home“ – Ferdinand - „Mighty River“ – Mudbound - „Remember Me“ – Coco - „The Star“ – The Star                                                                                     |
| Nejlepší animovaný film | Nejlepší cizojazyčný film |
| - Coco - Mimi šéf - Živitel - Ferdinand - S láskou Vincent | - Odnikud (Německo) - Fantastická žena (Chile) - First They Killed My Father (Kambodža) - Nemilovaní (Rusko) - Čtverec (Švédsko)                                                                                      |

### Televize
| Nejlepší seriál (drama) | Nejlepší seriál (muzikál nebo komedie) |
| --- | --- |
| - Příběh služebnice - Koruna - Hra o trůny - Stranger Things - Tohle jsme my                                                                                          | - The Marvelous Mrs. Maisel - Black-ish - Mistr amatér - Smilf - Will a Grace |
| Nejlepší herec (drama) | Nejlepší herečka (drama) |
| - Sterling K. Brown – Tohle jsme my - Jason Bateman – Ozark - Freddie Highmore – The Good Doctor - Bob Odenkirk – Volejte Saulovi - Liev Schreiber – Ray Donovan      | - Elisabeth Mossová – Příběh služebnice - Claire Foy – Koruna - Caitriona Balfe – Cizinka - Maggie Gyllenhaal – The Deuce: Špína Manhattanu - Katherine Langford – Proč? 13x proto |
| Nejlepší herec (muzikál nebo komedie) | Nejlepší herečka (muzikál nebo komedie) |
| - Aziz Ansari – Mistr amatér - Anthony Anderson – Black-ish - Kevin Bacon – I Love Dick - William H. Macy – Shameless - Eric McCormack – Will a Grace                 | - Rachel Brosnahanová – The Marvelous Mrs. Maisel - Pamela Adlon – Bude líp - Alison Brie – GLOW: Nádherné ženy wrestlingu - Issa Rae – Nesvá - Frankie Shaw – Smilf               |
| Nejlepší herec (minisérie nebo TV film) | Nejlepší herečka (minisérie nebo TV film) |
| - Ewan McGregor – Fargo - Robert De Niro – Čaroděj ze země lží - Jude Law – Mladý papež - Kyle MacLachlan – Městečko Twin Peaks – The Return - Geoffrey Rush – Génius | - Nicole Kidman – Sedmilhářky - Jessica Biel – Hříšnice - Jessica Lange – Zlá krev - Susan Sarandon – Zlá krev - Reese Witherspoonová – Sedmilhářky                                |
| Nejlepší herec ve vedlejší roli | Nejlepší herečka ve vedlejší roli |
| - Alexander Skarsgard – Sedmilhářky - David Harbour – Stranger Things - Alfred Molina – Zlá krev - Christian Slater – Mr. Robot - David Thewlis – Fargo               | - Laura Dern – Sedmilhářky - Ann Dowd – Příběh služebnice - Chrissy Metz – Tohle jsme my - Michelle Pfeifferová – Čaroděj ze země lží - Shailene Woodley – Sedmilhářky             |
| Nejlepší minisérie nebo TV film | |
| - Sedmilhářky - Fargo - Zlá krev - Hříšnice - Na jezeře – China Girl                                                                                                  | |